# Science Fair Microcomputer Trainer
Science Fair Microcomputer Trainer (Microcomputer Trainer) је био кућни рачунар фирме Science Fair који је почео да се производи у Сједињеним Америчким Државама од nown. године.
Користио је TI TMS-1100, проширена верзија {TMS 1000}- као микропроцесор. RAM меморија рачунара је имала капацитет од 128 nibbles (only 16 addressable од user program, some used by оперативни систем). 
Као оперативни систем кориштен је хексадецимални монитор.

## Детаљни подаци
Детаљнији подаци о рачунару Microcomputer Trainer су дати у табели испод.
|                       | |
| [ 1 ]                 | |
| Произвођач            | |
| Тип                   | кућни рачунар |
| Меморија              | 128 полу-бајтова (nibbles) (само 16 може адресирати кориснички програм, оперативни систем користи неке преостале) |
| Поријекло             | Сједињене Америчке Државе                                                                                         |
| Година                | nown |
| Тастатура             | 20 тастера (hex 0-F, reset, run, increment и address set)                                                         |
| Процесор              | , проширена верзија {TMS 1000}-                                                                                   |
| Фреквенција процесора | 400kHz? |
| RAM                   | 128 полу-бајтова (nibbles) (само 16 може адресирати кориснички програм, оперативни систем користи неке преостале) |
| ROM                   | непознато |
| Текст                 | 7 ЛЕД диода за приказ адресе, 7-сегментни ЛЕД показивач показује податке                                          |
| Графика               | |
| Боја                  | |
| Звук                  | уграђени звучник са пиштањем и ефектима                                                                           |
| Димензије             | непознато |
| Портови               | |
| Оперативни систем     | хексадецимални монитор                                                                                            |